# Gonadotrofo
Gonadotrofo ou gonadotropos são células basófilas da hipófise que produzem as gonadotrofinas: o hormônio folículo estimulante (FSH) e o hormônio luteinizante (LH)).